# Голубой пирог
«Голубой пирог» (англ. Another Gay Movie) — американская пародийная комедия 2006 года, режиссёра Тодда Стефенса.

## Сюжет
В фильме рассказывается история четырёх молодых людей, геев, которые после окончания школы заключают соглашение, что до окончания лета каждый из них лишится девственности с — понятное дело! — парнем. Каждый из них имеет свой неповторимый характер и свои комплексы, которые по ходу фильма им придётся преодолеть, преодолевая разные трудности и неудачи.
Энди — помешанный на анальном сексе молодой человек. Его образ является пародией на образ главного героя фильма «Американский пирог». В начале фильма его застают родители в интересном положении: сначала мать, которую в фильме играет переодетый мужчина, спрашивает сына, куда подевались её овощи, и находит сначала огурец, на котором надет презерватив, а затем, убрав с Энди одеяло, обнаруживает его голым, с большой морковкой в руках, а рядом с ним — кабачок и остальные овощи. А его отец с пониманием относится к ориентации сына: он покупает ему в подарок анальный фаллоимитатор, который скорее подошёл бы слону, и книгу «Анальное удовольствие и здоровье».
Энди мечтает лишиться девственности в пассивной роли со своим школьным преподавателем математики мистером Пуковым, иммигрантом из России. Как впоследствии выясняется, мистер Пуков имеет свой сайт в интернете, ведущий прямые онлайн трансляции его сексуальных экспериментов. Посетители сайта дают команды, что должен делать мистер Пуков со своими партнёрами. Наивность Энди сыграла с ним злую шутку: по команде его друзей, случайно наткнувшихся на этот сайт, его сначала хлещут плёткой, а затем вводят в него фаллоимитатор нечеловеческих размеров, который, судя по реакции на его лице, доставляет ему непередаваемое удовольствие. Но когда фантазия друзей доходит до копрофилии, он в ужасе сбегает.
Нико в наибольшей степени, подходит под описание стереотипного, женоподобного гея. Его образ — пародия на главного героя фильма «Семнадцатилетний рубеж», в котором молодой человек осознаёт, что он гей, и в конце фильма признаётся матери в этом, совершая каминг-аут. Что интересно, в обоих фильмах мать героев играет одна и также актриса — Стефани МакВэй. Нико пытается лишиться девственности с помощью парня, найденного им по интернету. Но во время свидания с его другом случается приступ, после чего приезжают «голубые» парамедики и по очереди делают ему искусственное дыхание «рот в рот», после чего парень приходит в сознание и вместе с медиками начинает танцевать. Обескураженный Нико сбегает. Второй попыткой является встреча с известным порноактёром, с которым Нико познакомился ранее. Но эта встреча тоже оказывается неудачной, так как перед ней он сделал себе вместо одной три расслабляющие клизмы, что привело к приступу диареи, со всеми вытекающими.
Джерод имеет образ «крутого парня», обладая хорошей физической формой, но на самом деле у него ещё не было ничего серьёзного, так как его постоянно преследует страх первого раза: когда дело доходит до секса, Джерод испытывает панические настроения, вследствие которых терпит неудачу. Он пытается лишиться девственности с Бо, парнем старше его, с которым он познакомился на бейсболе.
Гриф — застенчивый паренёк, который тайно влюблён в Джерода, но постоянно комплексует по поводу своей физической неразвитости и плоского зада. Он решает заняться фитнесом, встречает там стриптизёра Энжела, проявляющего к нему симпатию, и просит дать ему урок стриптиза. При выполнении феерического танца в гей-баре перед Джеродом и Бо, Грифа постигает неудача: падение приводит к тому, что его накладные ягодицы сдуваются.
Ситуация налаживается в последнюю ночь на вечеринке у Мафли, где собирается все герои фильма. Гриф приходит с Энжелом, который, видя беспокойство Грифа, говорит ему, чтобы он пошёл и осуществил свою мечту. В комнату, в которой уединились Джерод и Бо (в тот момент, когда Бо уже пристроился к Джероду), врывается Гриф и признаётся ему в любви — Джерод отвечает взаимностью. Нико занимается любовью с дедушкой Мафли, а Энди проводит ночь с Энджелом и Бо.

## В ролях
| Актёр           | Роль                         |
| --------------- | ---------------------------- |
| Майкл Карбонаро | Энди                         |
| Джона Блекмен   | Нико                         |
| Джонатан Чейз   | Джерод                       |
| Митч Моррис     | Гриф                         |
| Эшли Эткинсон   | Мафли                        |
| Дэррил Стефенс  | Энджел                       |
| Джеймс Гецлаф   | Бо                           |
| Скотт Томпсон   | Мистер Уилсон (отец Энди)    |
| Грэм Нортон     | Мистер Пуков (преподаватель) |
| Стефани МакВэй  | Мать Нико                    |
| Джон Эпперсон   | Мать Энди                    |
| Мэтью Раш       | Райдер                       |

## Саундтреки
1. «Another Gay Sunshine Day» — Нэнси Синатра
2. «I Know What Boys Like» — Аманда Лепор
3. «Everything Makes Me Think About Sex» — Barcelona
4. «Clap (See the Stars)» — The Myrmidons
5. «Vamos a la Playa» — United States of Electronica
6. «Dirty Boy» — IQU
7. «Hot Stuff» — The Specimen
8. «Fuego» — Нэти Ботеро
9. «All Over Your Face» — Cazwell
10. «Pleasure Boy» — Seelenluft
11. «This is Love» — Self
12. «Peterbilt Angel» — Morel
13. «Another Ray of Sunshine» — Нэнси Синатра
14. «Let the Music Play» — Шэннон
15. «I Was Born This Way» — Craig C. с помощью Джимми Сомервилль